# Shu-bi-dua 9
Shu-bi-dua 9 er navnet på Shu-bi-duas niende album, som udkom på LP i 1982 og senere blev genudgivet på CD i 1990. Albummet blev på ny genudgivet i remasteret version på CD, LP og som download i 2010 under navnet "Deluxe udgave".

## Numre
| #   | Titel                                            | Længde |
| --- | ------------------------------------------------ | ------ |
| 1.  | "Fantasi no. 9"                                  | 3:47   |
| 2.  | "Askepot"                                        | 4:17   |
| 3.  | "Adonis And"                                     | 3:24   |
| 4.  | "Først til sidst"                                | 3:55   |
| 5.  | "(There is a) Dogshit in my garden"              | 3:30   |
| 6.  | "Ønskelisten"                                    | 3:27   |
| 7.  | "Tilfredserne"                                   | 2:57   |
| 8.  | "Røde i staterne"                                | 2:49   |
| 9.  | "Mamba d'amour"                                  | 3:29   |
| 10. | "Johnny the Clown"                               | 3:48   |
| 11. | "Den klynkende kalkun"                           | 1:58   |
| 12. | "Dogshit in my garden" (live, bonus)             | 3:36   |
| 13. | "Tilfredserne" (unplugged, bonus)                | 3:13   |
| 14. | "Bundesen & Hardinger – Om Shu-bi-dua 9" (bonus) | 3:13   |

"(There is a) Dogshit in my garden" er en reggae-version af "Vuffeli-Vov" fra Shu-bi-dua 4 med en engelsk tekst. Morten Langebæk spillede orgel på nummeret.
"Askepot" er bandets kommentar til moderæset og særligt til Lacoste.
Spor 12 og 13 er bonusnumre, som kun findes på de remastered cd- og downloadudgaver fra 2010, og spor 14 findes kun hos enkelte downloadforretninger.
Alle titler og sporlængder er taget fra 2010-downloadudgaverne.